# Mi Macro Calzada
Mi Macro Calzada (anteriormente Macrobús) es la primera línea del sistema BRT del área metropolitana de Guadalajara. Se ejecuta a lo largo de 16.6 kilómetros por la calzada Independencia y la avenida Gobernador Luis Curiel, con un total de 27 estaciones.
Sus terminales son Fray Angélico y Mirador. La línea tiene correspondencia con la línea 2 del tren eléctrico en la estación San Juan de Dios, con la línea 3 y el trolebús en la estación Bicentenario, y con la segunda línea de BRT, Mi Macro Periférico, en la estación Independencia Norte. Su color distintivo es el turquesa.

## Historia
Esta línea del sistema BRT se empezó a construir en abril del 2008 y fue concluida en tiempo récord el 10 de marzo de 2009.
Con esto, Guadalajara obtuvo su primer sistema BRT y el primero en México en implementar carriles de rebase, así como un servicio Express.
A partir del 25 de febrero de 2012 se instalaron televisores en la mayoría de las unidades del sistema. Entre 2021 y 2022, la flota completa de esta línea fue renovada.

## Características

### Flota

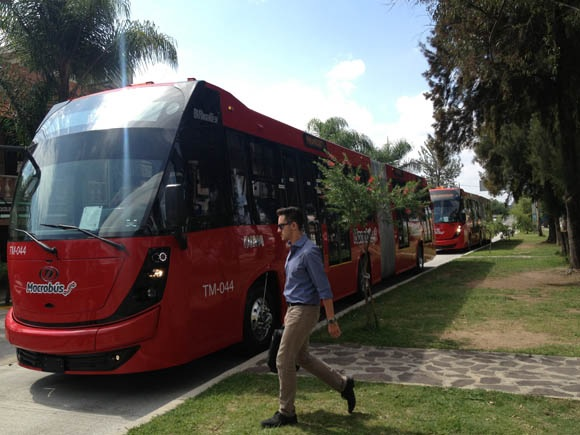
Nuevas unidades del sistema.

La flotilla de Mi Macro Calzada se compone de autobuses articulados de piso alto de la marca Volvo, muy similares a los utilizados por el sistema BRT Metrobús de la Ciudad de México. El segmento inicial de la primera línea opera con 41 autobuses del modelo Volvo 7300BRT. El 17 de septiembre del 2014 se compraron 4 nuevas unidades, esta vez modelo Brighter de la compañía DINA; estas nuevas unidades son de color rojo, son más altas y cuentan con cámaras de vigilancia y mayor cupo de usuarios, además de ser más silenciosas.
Por lo tanto actualmente la flotilla se compone de 45 autobuses articulados.
En 2021 las unidades del sistema (tanto BRT como alimentador) fueron actualizadas con una nueva cromática, correspondiente a la nueva imagen del sistema ahora simplemente conocido como "Mi Macro", con la intención de homologar la imagen de los sistemas BRT de la ciudad.

### Impacto y número de pasajeros

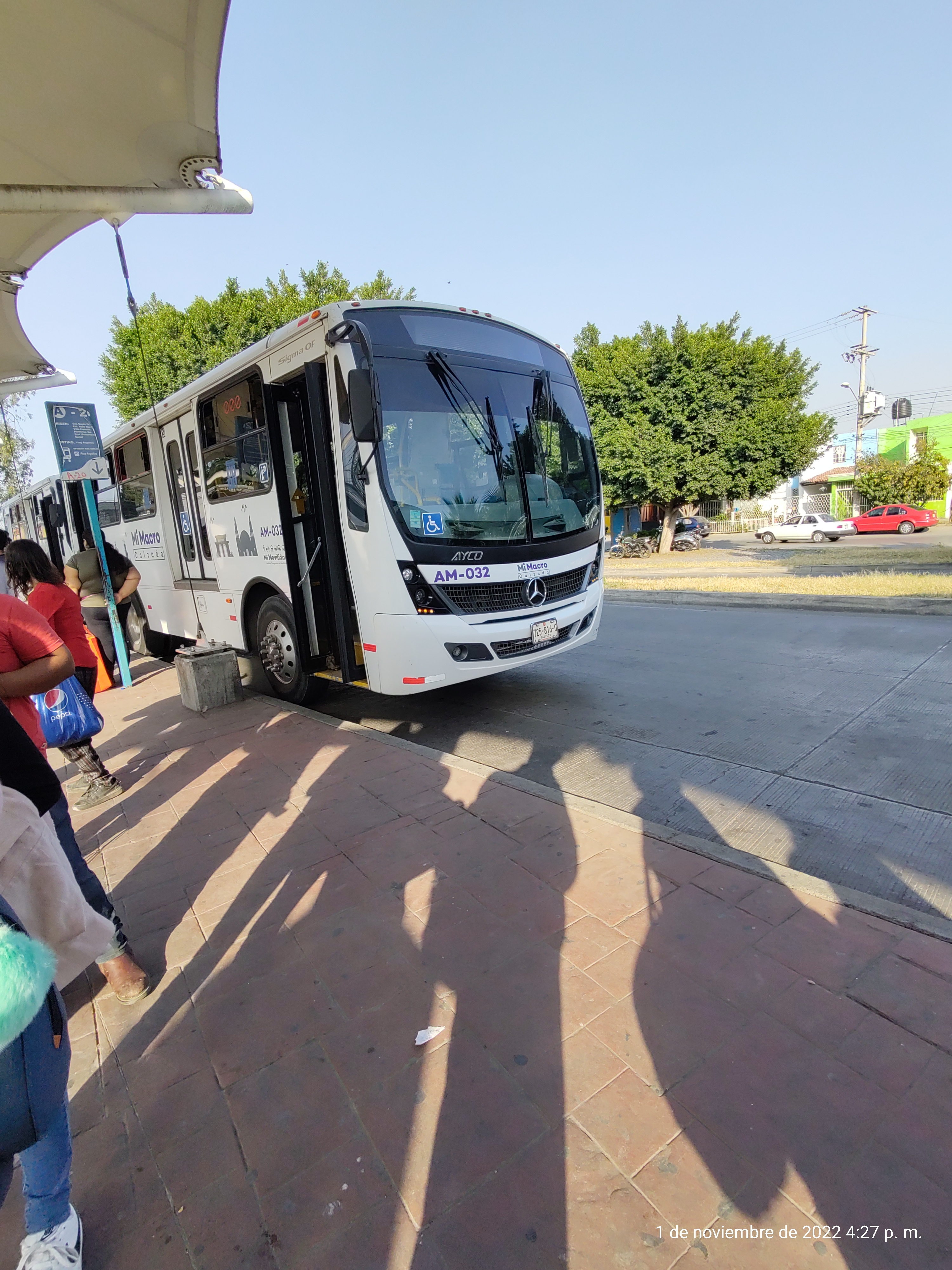
Unidad Alimentador de Mi Macro Calzada en la estación Fray Angélico.

En febrero de 2008 había 130 rutas de autobús que recorrían la Calzada Independencia y Gobernador Curiel, atendidas por más de 2000 autobuses. Mi Macro Calzada remplazó todos los autobuses convencionales a lo largo de la ruta. Muchas rutas se eliminarán por completo, mientras que otras se alteraron para cruzar la ruta del BRT, y servir como autobuses alimentadores.
Debido a la ruta de Mi Macro Calzada, numerosas rutas de transporte público sufrieron cambios en sus recorridos; por ello, las rutas 142, 142 A, 258 D, 110, 110 A, 207, y 13, entre otras, sufrieron modificaciones notorias, siendo expulsadas completamente de la Calzada Independencia y Gobernador Curiel, además de que la ruta 62 D fue eliminada. Actualmente, la única ruta que presta servicio en la mayor parte de la calzada es la ruta 62 de la empresa Transporte Vanguardista de Occidente, la cual, a pesar de que ayuda a descongestionar el BRT, provoca tráfico.
Mientras que en 2022 trasladó a 102 mil pasajeros diariamente, actualmente Mi Macro Calzada traslada a 154 mil pasajeros diariamente.

### Operación
De acuerdo con datos del INEGI, Mi Macro Calzada opera con 40 unidades entre semana y 26 los sábados y domingos. En 2017 las unidades recorrieron 4 151 560 kilómetros, es decir, un promedio de 346 mil kilómetros por mes; y ese año transportaron a 38 333 585 personas (de las cuales 18% ingresaron con descuento o cortesía), 3.2 millones por mes en promedio.
| Año  | Kilómetros recorridos | Pasajeros  | Pasajeros de pago completo | Porcentaje de pasajeros de pago completo | Ingresos    |
| ---- | --------------------- | ---------- | -------------------------- | ---------------------------------------- | ----------- |
| 2011 | 3 786 208             | 22 168 372 | 15 838 871                 | 71.45 %                                  | 172 287 000 |
| 2012 | 3 584 979             | 22 484 658 | 15 819 072                 | 70.35 %                                  | 178 057 000 |
| 2013 | 3 638 933             | 28 509 712 | 22 098 580                 | 77.51 %                                  | 180 181 000 |
| 2014 | 3 261 212             | 30 531 011 | 23 766 957                 | 77.85 %                                  | 208 928 000 |
| 2015 | 3 650 392             | 32 570 126 | 26 021 551                 | 79.89 %                                  | 225 775 000 |
| 2016 | 3 944 556             | 35 523 663 | 28 607 221                 | 80.53 %                                  | 234 643 000 |
| 2017 | 4 151 560             | 38 333 585 | 31 287 959                 | 81.62 %                                  | 246 190 000 |

## Servicios

### Servicio Express
El servicio Express de Mi Macro Calzada es una modalidad de servicio que solo hace paradas en 12 de las 27 estaciones, logrando un tiempo de recorrido menor.
La primera versión de este servicio se prestaba en las siguientes estaciones, en las que figuraban también las estaciones Alameda, La Paz y Héroe de Nacozari:
|  |  |

|  |  |

|  |  |

|  |  |

|  |  |

|  |  |

|  |  |

|  |  |

|  |  |

|  |  |

|  |  |

|  |  |

|  |  |

|  |  |

|  |  |

|  |  |

|  |  |

|  |  |

Posteriormente, el servicio quedaría reducido a 7 estaciones. Aunque la estación Niños Héroes no contaba con el servicio, posteriormente se modificó el mismo para incluirla.
|  |  |

|  |  |

|  |  |

|  |  |

|  |  |

|  |  |

|  |  |

|  |  |

|  |  |

|  |  |

|  |  |

|  |  |

|  |  |

|  |  |

|  |  |

|  |  |

A partir del 17 de septiembre de 2014, el servicio se expandió hasta la estación Mirador, abarcando 5 estaciones más; con esto se busca que el servicio parador no vaya saturado en horas pico, además de reducir el tiempo de viaje de punta a punta casi a la mitad.
|  |  |

|  |  |

|  |  |

|  |  |

|  |  |

|  |  |

|  |  |

|  |  |

|  |  |

|  |  |

|  |  |

|  |  |

|  |  |

|  |  |

|  |  |

|  |  |

|  |  |

|  |  |

|  |  |

|  |  |

|  |  |

|  |  |

|  |  |

|  |  |

En agosto de 2024, se añadió la estación Huentitán al servicio, quedando de la siguiente manera:
|  |  |

|  |  |

|  |  |

|  |  |

|  |  |

|  |  |

|  |  |

|  |  |

|  |  |

|  |  |

|  |  |

|  |  |

|  |  |

|  |  |

|  |  |

|  |  |

|  |  |

|  |  |

|  |  |

|  |  |

|  |  |

|  |  |

|  |  |

|  |  |

|  |  |

|  |  |

### Alimentadoras
| Rutas     |                                              |                                   |
| Ruta      | Origen                                       | Destino                           |
| A03       | Estación San Patricio                        | Santa Elena de la Cruz            |
| A05       | Estación Independencia Norte                 | Barranca de Huentitán             |
| A06       | Estación Esculturas                          | Colonia La Arenera                |
| A07       | Estación Esculturas                          | Colonia Cerro del Cuatro          |
| A08       | Estación Esculturas                          | Fraccionamiento Quintas del Valle |
| A09       | Estación Esculturas                          | Colonia El Carmen                 |
| A10       | Estación Esculturas                          | Colonia La Guadalupana            |
| A13       | Estación Clemente Orozco                     | Colonia 1 de Mayo                 |
| A15       | Estación Fray Angélico                       | Colonia Artesanos                 |
| A16       | Estación Independencia Norte                 | Panorámica de Huentitán           |
| A17       | Estación Esculturas                          | Colonia El Refugio                |
| A18       | Estación Fray Angélico                       | Fraccionamiento Paseos del Prado  |
| A19       | Estación Fray Angélico                       | Chulavista                        |
| A20       | Estación Fray Angélico                       | Hacienda Santa Fe                 |
| A21       | Estación Fray Angélico                       | Chulavista                        |
| C70 (358) | Miravalle (Artes Plásticas y Pelegrin Clave) | Plaza México                      |

## Estaciones de Mi Macro Calzada
Las estaciones con el logo  cuentan con el servicio Express
**El servicio Express se habilita en la estación Monumental únicamente los días que hay partido en el Estadio Jalisco a partir de las 18 horas.
| Estaciones de Mi Macro Calzada | Estaciones de Mi Macro Calzada | Estaciones de Mi Macro Calzada | Estaciones de Mi Macro Calzada | Estaciones de Mi Macro Calzada | Estaciones de Mi Macro Calzada | Estaciones de Mi Macro Calzada                              |
| Logo                           | Nombre                         | Inauguración                   | Municipio                      | Servicio Express               | Conexión                       | Coordenadas                                                 |
| ------------------------------ | ------------------------------ | ------------------------------ | ------------------------------ | ------------------------------ | ------------------------------ | ----------------------------------------------------------- |
|                                | Mirador                        | 10 de marzo de 2009            | Guadalajara                    |                                | -                              | 20°43′57.331″N 103°18′48.762″O / 20.73259194, -103.31354500 |
|                                | Huentitán                      | 10 de marzo de 2009            | Guadalajara                    | -                              | -                              | 20°43′57.331″N 103°18′48.762″O / 20.73259194, -103.31354500 |
|                                | Zoológico                      | 10 de marzo de 2009            | Guadalajara                    | -                              | -                              | 20°43′37.236″N 103°18′54.72″O / 20.72701000, -103.3152000   |
|                                | Independencia Norte            | 10 de marzo de 2009            | Guadalajara                    |                                |                                | 20°43′13.379″N 103°19′2.64″O / 20.72038306, -103.3174000    |
|                                | San Patricio                   | 10 de marzo de 2009            | Guadalajara                    |                                | -                              | 20°42′57.578″N 103°19′11.208″O / 20.71599389, -103.31978000 |
|                                | Igualdad                       | 10 de marzo de 2009            | Guadalajara                    | -                              | -                              | 20°42′42.397″N 103°19′19.38″O / 20.71177694, -103.3220500   |
|                                | Monumental                     | 10 de marzo de 2009            | Guadalajara                    | -                              | -                              | 20°42′14.458″N 103°19′34.536″O / 20.70401611, -103.32626000 |
|                                | Monte Olivete                  | 10 de marzo de 2009            | Guadalajara                    | -                              | -                              | 20°41′59.845″N 103°19′42.402″O / 20.69995694, -103.32844500 |
|                                | Circunvalación                 | 10 de marzo de 2009            | Guadalajara                    |                                | -                              | 20°41′48.138″N 103°19′48.756″O / 20.69670500, -103.33021000 |
|                                | Ciencias de la Salud           | 10 de marzo de 2009            | Guadalajara                    | -                              | -                              | 20°41′24.619″N 103°20′1.464″O / 20.69017194, -103.33374000  |
|                                | Juan Álvarez                   | 10 de marzo de 2009            | Guadalajara                    |                                | -                              | 20°41′4.369″N 103°20′12.422″O / 20.68454694, -103.33678389  |
|                                | Alameda                        | 10 de marzo de 2009            | Guadalajara                    | -                              | -                              | 20°40′48.817″N 103°20′21.012″O / 20.68022694, -103.33917000 |
|                                | San Juan de Dios               | 10 de marzo de 2009            | Guadalajara                    |                                |                                | 20°40′37.056″N 103°20′27.254″O / 20.67696000, -103.34090389 |
|                                | Bicentenario                   | 10 de marzo de 2009            | Guadalajara                    |                                |                                | 20°40′12.392″N 103°20′40.574″O / 20.67010889, -103.34460389 |
|                                | La Paz                         | 10 de marzo de 2009            | Guadalajara                    | -                              | -                              | 20°40′0.937″N 103°20′46.824″O / 20.66692694, -103.34634000  |
|                                | Niños Héroes                   | 10 de marzo de 2009            | Guadalajara                    |                                | -                              | 20°39′47.063″N 103°20′54.348″O / 20.66307306, -103.34843000 |
|                                | Agua Azul                      | 10 de marzo de 2009            | Guadalajara                    | -                              | -                              | 20°39′30.19″N 103°21′2.736″O / 20.6583861, -103.35076000    |
|                                | Ciprés                         | 10 de marzo de 2009            | Guadalajara                    | -                              | -                              | 20°39′8.69″N 103°21′12.766″O / 20.6524139, -103.35354611    |
|                                | Héroes de Nacozari             | 10 de marzo de 2009            | Guadalajara                    | -                              | -                              | 20°38′47.681″N 103°21′10.116″O / 20.64657806, -103.35281000 |
|                                | Lázaro Cárdenas                | 10 de marzo de 2009            | Guadalajara                    |                                | -                              | 20°38′29.231″N 103°21′7.2″O / 20.64145306, -103.352000      |
|                                | El Deán                        | 10 de marzo de 2009            | Guadalajara                    | -                              | -                              | 20°38′17.275″N 103°21′5.508″O / 20.63813194, -103.35153000  |
|                                | Zona Industrial                | 10 de marzo de 2009            | Guadalajara                    | -                              | -                              | 20°37′59.7″N 103°21′2.592″O / 20.633250, -103.35072000      |
|                                | López de Legazpi               | 10 de marzo de 2009            | Guadalajara                    | -                              | -                              | 20°37′40.278″N 103°20′54.888″O / 20.62785500, -103.34858000 |
|                                | Clemente Orozco                | 10 de marzo de 2009            | Guadalajara                    |                                | -                              | 20°37′16.961″N 103°20′46.86″O / 20.62137806, -103.3463500   |
|                                | Artes Plásticas                | 10 de marzo de 2009            | Guadalajara                    | -                              | -                              | 20°37′0.379″N 103°20′37.5″O / 20.61677194, -103.343750      |
|                                | Esculturas                     | 10 de marzo de 2009            | Guadalajara                    |                                | -                              | 20°36′42.498″N 103°20′34.152″O / 20.61180500, -103.34282000 |
|                                | Fray Angélico                  | 10 de marzo de 2009            | Tlaquepaque                    |                                |                                | 20°36′29.772″N 103°20′34.368″O / 20.60827000, -103.34288000 |
|                                | Las Juntas                     | En construcción                | Tlaquepaque                    |                                |                                | 20°36′29.1″N 103°20′27.1″O / 20.608083, -103.340861         |